# Свідок
Сві́док, жін., заст. сві́дка — фізична особа, якій можуть бути відомі будь-які обставини, що мають значення для розслідування і вирішення кримінальної, адміністративної чи цивільної справи, і яка викликана для дачі свідчень. Зазвичай під словом «свідок» розуміють свідка в суді, проте це слово має ширше значення. У більш широкому сенсі свідок — це людина, яка була очевидцем якої-небудь події і готова про це свідчити. До виникнення писемності та писаних контрактів свідок був єдиною можливістю засвідчити будь-який юридичний факт. Свідок викликається в судове засідання спеціальним сповіщенням; ухилення від дачі показань, або дача завідомо неправдивих показань може стати підставою для його притягнення до адміністративної або кримінальної відповідальності.

## Хто не підлягає допиту в якості свідка
Ст. 71 Цивільно-процесуального кодексу України, закріплюючи обов’язок свідка давати показання, передбачає і певні імунітети.
Зокрема, фізична особа не має права відмовитися давати показання, крім показань щодо себе, членів сім’ї чи близьких родичів (чоловік, дружина, батько, мати, вітчим, мачуха, син, дочка, пасинок, падчерка, брат, сестра, дід, баба, внук, внучка, усиновлювач чи усиновлений, опікун чи піклувальник, особа, над якою встановлено опіку чи піклування, член сім’ї або близький родич цих осіб), які можуть тягнути юридичну відповідальність для нього або таких членів сім’ї чи близьких родичів..
Згідно положень ст. 70  Цивільно-процесуального кодексу України
Не можуть бути допитані як свідки:
1) недієздатні фізичні особи, а також особи, які перебувають на обліку чи на лікуванні у психіатричному лікувальному закладі і не здатні через свої фізичні або психічні вади правильно сприймати обставини, що мають значення для справи, або давати показання;
2) особи, які за законом зобов’язані зберігати в таємниці відомості, що були довірені їм у зв’язку з наданням професійної правничої допомоги або послуг медіації під час проведення позасудового врегулювання спору, - про такі відомості;
3) священнослужителі - про відомості, одержані ними на сповіді віруючих;
4) судді та присяжні - про обставини обговорення в нарадчій кімнаті питань, що виникли під час ухвалення судового рішення, або про інформацію, що стала відома судді під час врегулювання спору за його участю;
5) інші особи, які не можуть бути допитані як свідки згідно із законом чи міжнародним договором, згода на обов’язковість якого надана Верховною Радою України.
Особи, які мають дипломатичний імунітет, не можуть бути допитані як свідки без їхньої згоди, а представники дипломатичних представництв - без згоди дипломатичного представника.
Відповідно до ст. 65 Кримінального процесуального кодексу України, не можуть бути допитані як свідки:
1) захисник, представник потерпілого, цивільного позивача, цивільного відповідача, юридичної особи, щодо якої здійснюється провадження, законний представник потерпілого, цивільного позивача у кримінальному провадженні – про обставини, які стали їм відомі у зв’язку з виконанням функцій представника чи захисника;
2) адвокати - про відомості, які становлять адвокатську таємницю;
3) нотаріуси - про відомості, які становлять нотаріальну таємницю;
4) медичні працівники та інші особи, яким у зв’язку з виконанням професійних або службових обов’язків стало відомо про хворобу, медичне обстеження, огляд та їх результати, інтимну і сімейну сторони життя особи - про відомості, які становлять лікарську таємницю;
5) священнослужителі – про відомості, одержані ними на сповіді віруючих;
6) журналісти – про відомості, які містять конфіденційну інформацію професійного характеру, надану за умови нерозголошення авторства або джерела інформації;
7) судді та присяжні – про обставини обговорення в нарадчій кімнаті питань, що виникли під час ухвалення судового рішення, за винятком випадків кримінального провадження щодо прийняття суддею (суддями) завідомо неправосудного вироку, ухвали;
8) особи, які брали участь в укладенні та виконанні угоди про примирення в кримінальному провадженні, – про обставини, які стали їм відомі у зв’язку з участю в укладенні та виконанні угоди про примирення;
9) особи, до яких застосовані заходи безпеки, – щодо дійсних даних про їх особи;
10) особи, які мають відомості про дійсні дані про осіб, до яких застосовані заходи безпеки, - щодо цих даних;
11) експерти - щодо роз’яснення наданих ними висновків.
Не можуть без їх згоди бути допитані як свідки особи, які мають право дипломатичної недоторканності, а також працівники дипломатичних представництв – без згоди представника дипломатичної установи
Уповноважений з прав людини Верховної Ради України не зобов’язаний давати показання по суті справ, що закінчені або перебувають у нього у провадженні (ст. 20 Закону України « Про уповноваженого Верховної Ради України з прав людини»).
У законі має бути закладено правило, відповідно до якого не підлягали б допиту як свідки також  особи, які з причини своїх професійних обов’язків не мають права називати джерело або характер своєї поінформованості за фактами, що мають значення для справи (оперативні уповноважені підрозділів поліції, детективи, дізнавачі  та слідчі щодо провадження заходів ОРД чи негласних (розшукових) слідчих дій), а також аудитори.Цей підхід реалізується у багатьох європейських країнах. Наприклад, згідно з КПК Франції правом відмови від обов’язку давати показання наділені поліцейські щодо відомостей про таємних інформаторів. 

## Права та обов'язки свідка
Відповідно до ст. 69  Цивільно-процесуального кодексу України, свідок зобов’язаний з’явитися до суду за його викликом у визначений час і дати правдиві показання про відомі йому обставини. За відсутності заперечень учасників справи свідок може брати участь в судовому засіданні в режимі відеоконференції. Суд може дозволити свідку брати участь у судовому засіданні в режимі відеоконференції незалежно від заперечень учасників справи, якщо свідок не може з’явитися до суду через хворобу, похилий вік, інвалідність або з інших поважних причин.  У разі   неможливості прибуття до суду та участі в судовому засіданні в режимі відеоконференції за викликом суду свідок зобов’язаний завчасно повідомити про це суд.  Свідок має право давати показання рідною мовою або мовою, якою він володіє, користуватися письмовими записами, відмовитися від давання показань у випадках, встановлених законом, а також на компенсацію витрат, пов’язаних з викликом до суду.
Згідно ст. 66 Кримінально-процесуального кодексу України, свідок має право:
1) знати, у зв’язку з чим і в якому кримінальному провадженні він допитується;
2) користуватися під час давання показань та участі у проведенні інших процесуальних дій правовою допомогою адвоката, повноваження якого підтверджуються згідно з положеннями статті 50 цього Кодексу;
3) відмовитися давати показання щодо себе, близьких родичів та членів своєї сім’ї, що можуть стати підставою для підозри, обвинувачення у вчиненні ним, близькими родичами чи членами його сім’ї кримінального правопорушення, а також показання щодо відомостей, які згідно з положеннями статті 65 цього Кодексу не підлягають розголошенню;
4) давати показання рідною або іншою мовою, якою він вільно володіє, і користуватися допомогою перекладача;
5) користуватися нотатками і документами при даванні показань у тих випадках, коли показання стосуються будь-яких розрахунків та інших відомостей, які йому важко тримати в пам’яті;
6) на відшкодування витрат, пов’язаних з викликом для давання показань;
7) ознайомлюватися з протоколом допиту та заявляти клопотання про внесення до нього змін, доповнень і зауважень, а також власноручно робити такі доповнення і зауваження;
8) заявляти клопотання про забезпечення безпеки у випадках, передбачених законом;
9) заявляти відвід перекладачу.
Свідок зобов'язаний:
1) прибути за викликом до слідчого, прокурора, слідчого судді чи суду;
2) давати правдиві показання під час досудового розслідування та судового розгляду;
3) не розголошувати без дозволу слідчого, прокурора, суду відомості, які безпосередньо стосуються суті кримінального провадження та процесуальних дій, що здійснюються (здійснювалися) під час нього, і які стали відомі свідку у зв’язку з виконанням його обов’язків.
Свідок несе відповідальність згідно ст. ст. 385 КК України за відмову від давання показань без поважних причин, а також згідно ст. 384 Кримінального кодексу України за завідомо неправдиве показання.
Розголошення даних досудового слідства без дозволу прокурора чи слідчого тягне за собою кримінальну відповідальність за ст. 387 КК України.